# Likelønnsrådet
Likelønnsrådet (Rat für Entgeltgleichheit) war eine 1959 eingerichtete Behörde zur Förderung der gleichen Bezahlung von Männern und Frauen für gleiche Arbeit. Der Rat „war das erste norwegische Regierungsgremium, das ausschließlich zu dem Zweck eingerichtet wurde, die Stellung der Frauen in Norwegen zu verbessern.“ Der fünfköpfige Rat setzte sich aus Vertretern der Regierung und der Arbeitgeber- und Arbeitnehmerverbände zusammen. Er war nicht an der Aushandlung von Tarifverträgen beteiligt, sondern führte Erhebungen über die Gehaltsentwicklung durch und förderte die Chancen von Frauen auf dem Arbeitsmarkt. Nach der Auflösung des Likelønnsrådet 1972 wurde seine Arbeit von Nachfolgebehörden mit erweiterten Kompetenzen fortgeführt; seit 2006 vom Likestillings- og diskrimineringsombudet (Gleichstellungs- und Antidiskriminierungsamt).

## Organisation und Aufgaben
Der Statskalender für 1970 definierte die Aufgaben des Likelønnsrådet als: „Der Rat für Entgeltgleichheit ist ein ständiges dreigliedriges Gremium, das sich für die Förderung des Grundsatzes der Entgeltgleichheit einsetzt, und zwar durch a) allgemeine Informationsmaßnahmen zum Thema Entgeltgleichheit, b) Untersuchungen zum Stand der Entgeltgleichheit in den einzelnen Tarifgebieten und Erörterung von Abhilfemaßnahmen bei möglichen Diskrepanzen sowie c) Maßnahmen, die die Beteiligung von Frauen am Arbeitsmarkt erleichtern können.“
Zwei Mitglieder wurden auf Vorschlag der Norsk Arbeidsgiverforening (NAF) (Norwegischen Arbeitgebervereinigung) und zwei auf Vorschlag des Landsorganisasjonen i Norge (LO) (Gewerkschaftsdachverbands) ernannt. Als Vorsitzender amtierte ein Vertreter des Kommunal- og arbeidsdepartementet (Kommunal- und Arbeitsministeriums), dem der Likelønnsrådet als Behörde unterstellt war. Für jedes Mitglied wurde ein persönlicher Ersatzmann nominiert. Für besondere Themen konnte der Rat um Vertreter anderer Organisationen erweitert werden.
Für die Bewältigung der täglichen Geschäfte verfügte der Rat über ein Sekretariat. „Kari Vangsnes war während der gesamten Amtszeit des Rates von 1959 bis 1972 dessen Sekretärin und war besonders wichtig für die öffentliche Informations- und Kommunikationsarbeit.“ Der Rat veröffentlichte Studien zur Gehaltsentwicklung von Frauen und Männern in Norwegen und anderen Ländern, über Schwierigkeiten bei der Rekrutierung weiblicher Arbeitskräfte, über praktische Methoden der Festsetzung von Löhnen über die Arbeitsbewertung usw.
Falls er den Grundsatz der Entgeltgleichheit verletzt sah, sollte der Rat „mit den betreffenden Parteien Kontakt aufnehmen und erörtern, wie das Ungleichgewicht beseitigt werden könnte. […] Der Rat war nicht befugt, sich an Tarifverträgen zu beteiligen. Er konnte daher weder neue Tarifverträge fördern noch Änderungen an bestehenden Verträgen vorschlagen.“
Es war ausdrücklich auch eine Aufgabe des Rates, das Interesse der Frauen an beruflicher Bildung zu wecken und mehr Frauen berufstätig zu machen. Dazu dienten Berufsausbildung, Berufsberatung und Arbeitsvermittlung, aber auch „Maßnahmen zur Rationalisierung der Hausarbeit, Maßnahmen zum weiteren Ausbau von Kindertagesstätten und anderen Einrichtungen zur Betreuung von Kindern während der Arbeitszeit.“

## Hintergrund
Seit den 1880er Jahren forderten Frauenrechtler:innen und Vertreter:innen der Arbeiterbewegung gleichen Lohn für gleiche Arbeit für Männer und Frauen. Auf internationaler Ebene forderte dies die Internationale Arbeitsorganisation (IAO) bereits bei ihrer Gründung 1919. Im Folgejahr 1920 wurde in Norwegen die Lohngleichheit von Männer und Frauen im Staatsdienst gesetzlich verankert.
Die Gleichstellung galt jedoch nicht für Frauen außerhalb des öffentlichen Dienstes. „In der Zwischenkriegszeit lagen die Löhne der Frauen zwischen 60 und 80 % der Löhne der Männer, oft für die gleiche oder ähnliche Arbeit. […] In der Privatwirtschaft gab es getrennte Tarife für Frauen und Männer. Frauen hatten die niedrigsten Tarife - der Durchschnitt lag bei 67,2 Prozent des Lohns der Männer.“
Für den erfolgreichen Wiederaufbau der norwegischen Wirtschaft nach 1945 war die Bereitstellung von Arbeitskräften ein wesentlicher Faktor. Die sozialdemokratische Regierung unter Einar Gerhardsen trug dem 1948 durch die Einrichtung eines neuen Ministeriums Kommunal- og arbeidsdepartementet Rechnung. Im Folgejahr setzte das norwegische Parlament einen Likelønnskomiteen (Ausschuss für Entgeltgleichheit) ein, in dem alle aus der weiblichen Berufstätigkeit resultierenden Probleme angesprochen wurden.
1951 beschloss die IAO ihre Equal Remuneration Convention, und das Mitgliedsland Norwegen stand nun unter dem Druck, das Übereinkommen zu ratifizieren. „Länder, die das IAO-Übereinkommen annahmen, konnten nicht länger einen separaten Lohnsatz für ein Geschlecht haben.“ Die Beratungen im Likelønnskomiteen und die Debatten im Parlament führten erst 1959 zu einem Ergebnis und zur Ratifizierung. „Norwegen war damit das erste skandinavische Land, das sich für die Lohngleichheit aussprach.“
Im selben Jahr wurde der Likelønnsrådet eingerichtet, um der staatlichen Verantwortung für die Durchsetzung der Entgeltgleichheit nachzukommen.
Die praktische Umsetzung der Convention erfolgte 1961 durch einen Tarifvertrag zwischen dem Arbeitgeberverband NAF und dem Gewerkschaftsbund LO, in dem die geschlechtsspezifischen Tarife durch geschlechtsneutrale ersetzt wurden. Die Tarife sollten nun nur mehr das unterschiedliche Leistungsniveau widerspiegeln. „Man ging davon aus, dass Frauen eine Reihe von ‚Minusfaktoren‘ aufwiesen. Dazu gehörten häufigeres Fernbleiben vom Arbeitsplatz, geringeres Verantwortungsbewusstsein und weniger Stabilität als bei Männern. Wenn diese ‚Minusfaktoren‘ berücksichtigt wurden, war es ein Leichtes, Frauen in die untersten Gehaltsgruppen einzuordnen. Das Ergebnis war, dass die Gehaltshierarchie die gleiche war wie vor der Abschaffung der Frauentarife.“

## Ende und Kontinuität
Mit der formellen Durchsetzung der Lohngleichheit war der Kampf um die Gleichstellung der Frauen nicht beendet, und die auf Anregung der Norsk Kvinnesaksforening (Norwegischen Frauenrechtsvereinigung) 1972 erfolgte Umwandlung des Likelønnsrådet in einen Likestillingsrådet (Gleichstellungsrat) war Ausdruck des erweiterten Tätigkeitsbereichs des neuen Rats. Als Nachfolger dieser (und späterer) Räte wird die Gleichstellung heute (2025) vom Likestillings- og diskrimineringsombudet (Gleichstellungs- und Antidiskriminierungsamt) und dem  Diskrimineringsnemnda (Diskriminierungstribunal) vorangetrieben.
Likelønnsrådet und Likestillingsrådet (letzterer wurde 1997 beendet) haben ein Archivmaterial von rund 30 Regalmeter hinterlassen. „Die Archive der beiden Institutionen sind nicht klar getrennt, da es arbeitsintensiv gewesen wäre, die von den jeweiligen Institutionen erstellten Dokumente zu trennen, die aber in denselben Akten usw. archiviert wurden.“

## Veröffentlichungen (Beispiele)
- Kommunal- og arbeidsdepartementet (Hrsg.): De gifte kvinners yrkesaktivitet sett i sammenheng med familiestruktur og utdanning. (Die Erwerbsbeteiligung verheirateter Frauen in Abhängigkeit von Familienstruktur und Bildung.) Oslo 1965 (Digitale Version).
- Kommunal- og arbeidsdepartementet (Hrsg.): Behandlingen av spørsmålet om sykepleiermangelen i Norge etter krigen. (Auseinandersetzung mit dem Problem des Mangels an Krankenschwestern in Norwegen nach dem Krieg.) Oslo 1966 (Digitale Version)
- Kommunal- og arbeidsdepartementet (Hrsg.): Yrkesaktive gifte kvinners innstilling til yrkesarbeidet og til arbeidet i hjemmet. (Die Einstellung von berufstätigen verheirateten Frauen zu Arbeit und Hausarbeit.) Oslo 1970 (Digitale Version).
- Ønsker om og behov for sysselsetting blant gifte kvinner. (Wunsch und Notwendigkeit einer Erwerbstätigkeit bei verheirateten Frauen.) Oslo 1970 (Digitale Version).

## Gesetzestexte
- Equal Remuneration Convention, 1951 (No. 100) auf ILO International Labour Organization.
- Stortingsproposisjon nummer 29 (1959): Om likelønnsrådet. (Parlamentarischer Gesetzentwurf Nr. 29 (1959): Über den Rat für Lohngleichheit.) In: I Kongeriket Norges 103. ordentlige Stortings forhandlinger. 1959 Vol 103 Nr. 2a, St.prp.nr. 2-91, St.meld.nr. 1-71, Oslo 1959. (Digitale Version)